# Stazione di Cordovado-Sesto
Stazione di Cordovado-Sesto vasútállomás Olaszországban, Sesto al Reghena településen.

## Vasútvonalak
Az állomást az alábbi vasútvonalak érintik:
- Casarsa–Portogruaro-vasútvonal

## Kapcsolódó állomások
A vasútállomáshoz az alábbi állomások vannak a legközelebb:
- Stazione di Teglio Veneto
- Stazione di San Vito al Tagliamento